# Chocimsk
Chocimsk (biał. Хоцімск, Chocimsk; ros. Хотимск, Chotimsk) – osiedle typu miejskiego na Białorusi, w obwodzie mohylewskim, centrum administracyjne rejonu chocimskiego, 207 km od Mohylewa. 7,1 tys. mieszkańców (2010).
W końcu XVIII wieku leżało w starostwie niegrodowym krzyczewskim w województwie mścisławskim.
Podczas okupacji hitlerowskiej, 12 lipca 1941 roku Niemcy utworzyli getto dla żydowskich mieszkańców. Przebywało w nim około 800 osób. 5 września 1942 roku Niemcy zlikwidowali getto, a Żydów zamordowali na terenie zakładu włókienniczego. Sprawcami zbrodni było Einsatzkommando 8 oraz 91 batalion policji. 